# ポリフェニレンスルフィド

Polyphenylene sulfide

ポリフェニレンスルフィド（英: polyphenylene sulfide , 略語: PPS）は、ベンゼン環（p-フェニレン基）と硫黄原子（スルフィド結合）が交互に結合した単純な直鎖状構造を持つ、結晶性の熱可塑性樹脂に属する合成樹脂。英語読みのポリフェニレンサルファイドや、ポリ（p-フェニレンスルフィド）とも呼ばれる。繊維･フィルム成形用を除けば、ほとんどの使用例において無機質のガラス繊維や炭素繊維などのフィラー（充填剤）を混和し、引張強度を増した高機能性コンパウンド樹脂として用いられている。CAS番号は9016-75-5または25212-74-2。

## 製法

### フィリップス・ペトローリアム法
アミド系の極性触媒溶媒中で、p-ジクロロベンゼンと硫化ナトリウム（硫化ソーダ）を200〜290 ℃の高温高圧下で縮合重合させる手法である。反応が高温なことと、無機塩の硫化ナトリウム及び中間体のオリゴマーを溶解させるためにメチルピロリドンが主に用いられている。製造プロセスにおいては、水酸化ナトリウムと硫化水素ナトリウムを反応させ硫化ナトリウムを製造する前駆工程を併設しているものが多い。
{\displaystyle {\ce {NaOH + NaSH -> Na2S + H2O}}}
{\displaystyle {\ce {n\lbrack Cl-C6H4-Cl\rbrack +nNa2S->\lbrack -C6H4-S-\rbrack _{n}+2nNaCl}}}
アメリカのフィリップス・ペトローリアムが開発し特許を取得した製法で、テキサス州にて最も早く工業化された後、一般的に用いられる手法となった。

### Macallum法
ジクロロベンゼンと硫黄と炭酸ナトリウムとを300 ℃下で重合する方法。直鎖構造内のベンゼンと硫黄の比率を合わせる制御が難しく、工業化されていない。

### ダウ・ケミカル法
p-ブロムチオフェニレン金属塩を自己縮合させて重合する手法。

## 種類
開発当初、ポリフェニレンスルフィドは直鎖状に分子量を高めることが技術的に困難だったため、射出成形に充分な粘度を付与することが出来なかった。しかし、様々な検討が行なわれ、酸素存在下で熱処理を行なうと架橋が進み溶融粘度が高まることが見いだされ、さらに重合系列中に塩化リチウム･有機酸塩･水などを添加すると直鎖状のまま分子量の向上が図れる現象が発見された。現在では、前者は酸化架橋型PPS、後者は直鎖型PPSと区分されている。酸化架橋型は射出成形用に、直鎖型は射出成形用に加え繊維加工やフィルム成形用として用いられている。

## 特徴
- 黒褐色。
- 高い耐熱性を持ち、フィラー充填グレードの荷重たわみ温度は260 ℃以上。また、高温下での機械的物性の低下が少ない。
- 強度や剛性がきわめて高く、耐磨耗性にも優れる。ただし靭性には劣る。
- 耐薬品性に優れる。200 ℃以下の温度環境でPPSを溶解させる溶剤は存在しない。
- UL 94（英語版）の V-0 に相当する難燃性を有する。これはPPS単独の限界酸素指数 (LOI) が34[1][注釈 1]と高い上、炎に当たった際に表面が炭化し内部を保護する性質を持つためである。
- 食品安全性が高く、アメリカ食品医薬品局と米国科学財団は食品機器厨房用品や水道飲用水に接触する部分への使用を認可している。
- 流動性が高く、成形性に優れるため製品を薄肉化できる。また成形収縮率も低く、精密な成形が可能である。ただし成形時の結晶化度が物性に大きく影響するため、樹脂温度や金型温度の設定など成形条件のコントロールには留意が必要となる。

## 改質
フィラー強化
ほとんどの場合、フィラーで強化がなされ、その種類もガラス繊維・炭素繊維のほか、シリカ・タルクなど多岐にわたる。また、高充填を可能としている。
アロイ化
流動性改良やソリ対策などを目的としたポリマーアロイも多く販売されている。また、フッ素系樹脂とのアロイ化により摺動特性を付与したグレードも販売されている。

## 用途

### 歴史
1888年には樹脂としての存在が確認されていたポリフェニレンスルフィドは、1897年にフランスのP・グリーンベッセがフリーデル・クラフツ反応で合成に成功したが、実用に結びつかずお蔵入りとなっていた。20世紀半ばになってから研究が進み、1973年にフィリップス・ペトローリアムが量産を開始した。1984年に同社の特許が失効してからは、多くの企業が参入し用途開発が一気に進展した。

### 使用例
機械適性の良さから、歯車を始めとする多くの機械・機構部品に使用される。電気分野ではコネクタや絶縁部品、高熱を出すランプハウジングなど、自動車分野ではキャブレターの部品や燃料ポンプなど燃料ラインの各種部品や油圧ポンプ部品などに、機械分野でも歯車のほかにピストンリングおよびポンプ羽根などにも使用される。また、フィルム成形したものは耐熱性からプリント基板に、繊維加工したものは銀皮膜を施して高周波配線材料や電磁波遮蔽材料としても利用される。また、誘電率、誘電正接および絶縁抵抗が幅広い温度（-40〜120 ℃）および周波数でほぼ一定で良好であるため静電容量の変化が少なくコンデンサの誘電体にも使われている。さらに良好な耐薬品性から、塗料や表面保護材に添加し防蝕性を向上させつつ、塗布時の摩擦係数低減を図る充填剤としても活用される。